# Colibri d'Estelle
Oreotrochilus estella
Espèce
Statut de conservation UICN

 LC  : Préoccupation mineure
Statut CITES
Le Colibri d'Estelle (Oreotrochilus estella), aussi connu en tant que Colibri estelle, est une espèce de colibris (la famille des Trochilidae) présents en Argentine, en Bolivie, au Chili et en Équateur. Il est connu dans ces pays sous le nom de Picaflor cordillerano.

## Habitat
Elle habite les prairies tropicales et subtropicales de haute altitude.

Carte de répartition de l'espèce

## Sous-espèces
D'après la classification de référence (version 9.2, 2019) du Congrès ornithologique international, cette espèce est constituée des sous-espèces suivantes (ordre phylogénique) :
- Oreotrochilus estella estella  (Orbigny & Lafresnaye, 1838)
- Oreotrochilus estella bolivianus  Boucard, 1893